# Universidad Tecnológica Atlántico-Mediterráneo
Universidad Tecnológica Atlántico-Mediterráneo (UTAMED) es la primera universidad online privada de Andalucía, España. Su sede está ubicada en el Parque tecnológico de Andalucía, en Málaga. 
El Consejo de Gobierno de la Junta de Andalucía aprobó en septiembre de 2023 el proyecto de ley de UTAMED, que arrancará su actividad académica en septiembre de 2025. La UTAMED se encuentra financiada por Fundación Unicaja y respaldada por colaboradores como Grupo Vocento.

## Facultades
UTAMED cuenta con tres facultades:
- Facultad de Empresa Digital, Tecnología y Derecho
- Facultad de Humanidades y Ciencias Sociales
- Facultad de Ciencias de la Salud.

Su oferta académica de titulaciones oficiales incluye 11 grados oficiales y 5 másteres oficiales repartidos en estas 3 áreas, aunque también cuenta con 10 títulos propios.

## Historia
En 2021 el fondo de inversión estadounidense Kohlberg Kravis Roberts adquirió la empresa malagueña MEDAC por 200 millones de euros, consolidando su monopolio en la Formación Profesional (FP) dual en Andalucía. Esta operación se sumó a la compra previa de MasterD, líder en formación profesional y oposiciones, por 150 millones, y posteriormente del Instituto de Formación Profesional en Rescate y Salvamento (IFP) y del Grupo CEF, creando el conglomerado educativo Davante, integrado en Educa Holdco. Bajo el argumento de contribuir a los Objetivos de Desarrollo Sostenible, KKR ha expandido su presencia en el sector educativo español, mientras mantiene vínculos con actividades inmobiliarias en territorios ocupados a través de Yad2 y Guesty. MEDAC, fundada en 2012 por Paco Ávila con apoyo de Miguel Reinoso y del exconsejero de Educación Javier Imbroda, ha sido objeto de críticas por su expansión favorecida por políticas públicas que han debilitado la FP pública. La empresa ha sido denunciada por precariedad laboral, recortes en recursos y prácticas empresariales que priorizan el beneficio económico sobre la calidad educativa. En 2024, MEDAC y MasterD facturaron 250 millones de euros, y ese mismo año la Junta de Andalucía autorizó la creación de la universidad privada online UTAMED, impulsada por MEDAC y financiada por la Fundación Cajasol y el Grupo Vocento.
El proyecto de ley para la creación de la Universidad Tecnológica Atlántico-Mediterráneo (UTAMED) fue aprobado en el pleno del Parlamento de Andalucía el 26 de septiembre de 2023. Posteriormente, la norma fue publicada en el Boletín Oficial de la Junta de Andalucía (BOJA), consolidando el reconocimiento oficial de la institución. Finalmente, la universidad quedó formalmente establecida mediante la Ley 11/2023, de 3 de octubre, publicada en el Boletín Oficial del Estado (BOE), que reconoce a UTAMED como universidad privada dentro del sistema universitario andaluz. Esta aprobación permite a la institución iniciar su actividad académica y desarrollar su proyecto educativo basado en la enseñanza oficial online y la conexión con el entorno profesional y empresarial.
UTAMED ha sido impulsada por un equipo de profesionales, entre los que destacan Paco Ávila y Miguel Reinoso, tras su experiencia con el Instituto MEDAC.
La Fundación Unicaja adquirió en diciembre de 2024 una participación del 40% del capital social de la entidad, convirtiéndose en el socio principal, y acompañando en el accionariado al Grupo Vocento.
UTAMED iniciará su actividad académica en el curso 2025/2026, ofreciendo varias titulaciones en áreas como Empresa Digital, Tecnología, Derecho, Humanidades, Ciencias Sociales y Ciencias de la Salud.

## Símbolos
El logotipo de UTAMED se representa como un escudo en un tono azul marino púrpura que contiene los siguientes elementos simbólicos en su interior:
- Ocho estrellas: representan las ocho provincias andaluzas. En el centro destaca una estrella de ocho puntas dorada, inspirada en la tradición islámica,[10] que simboliza a Málaga, ciudad donde se encuentra la sede de UTAMED.
- Elemento divisorio en forma de ola: este diseño establece un vínculo con Málaga y su relación con el Mar Mediterráneo, reforzando la conexión de la universidad con su entorno.
- Lema "Sapere Aude" (Atrévete a pensar): popularizado por filósofos como Kant,[11] encapsula la misión de UTAMED de fomentar el pensamiento crítico y la libertad intelectual, impulsando a los estudiantes a cuestionar, innovar y transformar la sociedad.
- La letra 𐤌 "MEM": decimotercera letra del alfabeto fenicio, cuyo significado es agua. Este símbolo alude a la historia de Málaga como ciudad portuaria, abierta al comercio y al intercambio de ideas desde la época fenicia.

## Sede
La sede central de UTAMED se sitúa en el Parque tecnológico de Andalucía, en Málaga. La ubicación está estratégicamente seleccionada para facilitar el acceso a infraestructuras de vanguardia y fomentar la colaboración con empresas tecnológicas y de salud, contribuyendo al crecimiento académico y profesional de sus estudiantes.
El campus ha sido diseñado por el estudio malagueño Flow81 y contará con 7.000 m² de instalaciones modernas y adaptadas al siglo XXI. El proyecto arquitectónico ha sido premiado en los Architectural Design Awards de Nueva York. El edificio se caracterizará por el uso de materiales como acero, cristal y madera, y una estructura curvada que simboliza el paso por la universidad.

## Metodología
La metodología de UTAMED se basa en un enfoque 100% online, flexible y orientado a la práctica, diseñado para facilitar el aprendizaje del alumno a su propio ritmo y adaptado a las necesidades del mercado laboral actual. Entre sus principales características, destaca la integración de recursos y herramientas que favorecen la comprensión del contenido académico y el desarrollo de habilidades prácticas.

## Oferta Académica
Su catálogo formativo está compuesto principalmente por titulaciones oficiales y habilitantes, con programas respaldados y certificados para garantizar una formación académica y profesional de calidad. Entre esta titulación oficial se encuentran 11 grados y 5 másteres. Además, incluye títulos propios y cursos diseñados para responder a las principales demandas profesionales actuales.